# Acqua calda (programma televisivo)
Acqua calda è stato un programma televisivo italiano trasmesso la domenica da Rai 2 nella stagione televisiva 1992-1993, condotto da Nino Frassica e Giorgio Faletti affiancati da Tania Piattella, Stefano Palatresi e Gianna Martorella. La regia e le coreografie erano di Gino Landi.

## Format
La trasmissione, voluta dall'allora direttore di Rai 2, Giampaolo Sodano, era un contenitore andato in onda a partire dal 22 novembre 1992 durante l'intera giornata della domenica, trasmesso in tre differenti parti (dalle 12:00 alle 13:00, dalle 14:00 alle 17:00 e dalle 22:30 alle 23:30). Si trattava di un'alternativa ai due principali contenitori della domenica trasmessi da Rai 1 e Canale 5, rispettivamente Domenica in e Buona Domenica, principalmente incentrato sul varietà e sulla satira nei confronti di ciò che veniva proposto in televisione, parodiandolo. Uno spazio era riservato anche ai risultati calcistici, che venivano comunicati in diretta durante lo svolgimento delle partite di Serie A 1992-1993.

## Accoglienza
La trasmissione ha avuto un buon ascolto di pubblico nella sua prima puntata, totalizzando 2.695.000 telespettatori con quasi il 20% di share, risultato che tuttavia è andato a calare nel corso del pomeriggio.

## Curiosità
- Tra le vallette del programma era presente Arianna David, che sarebbe diventata, qualche mese dopo la partecipazione al programma, Miss Italia 1993.
- Tra le coriste dell'orchestra diretta da Stefano Palatresi, figurava una ancora sconosciuta Paola Cortellesi.